# Markus Teeäär

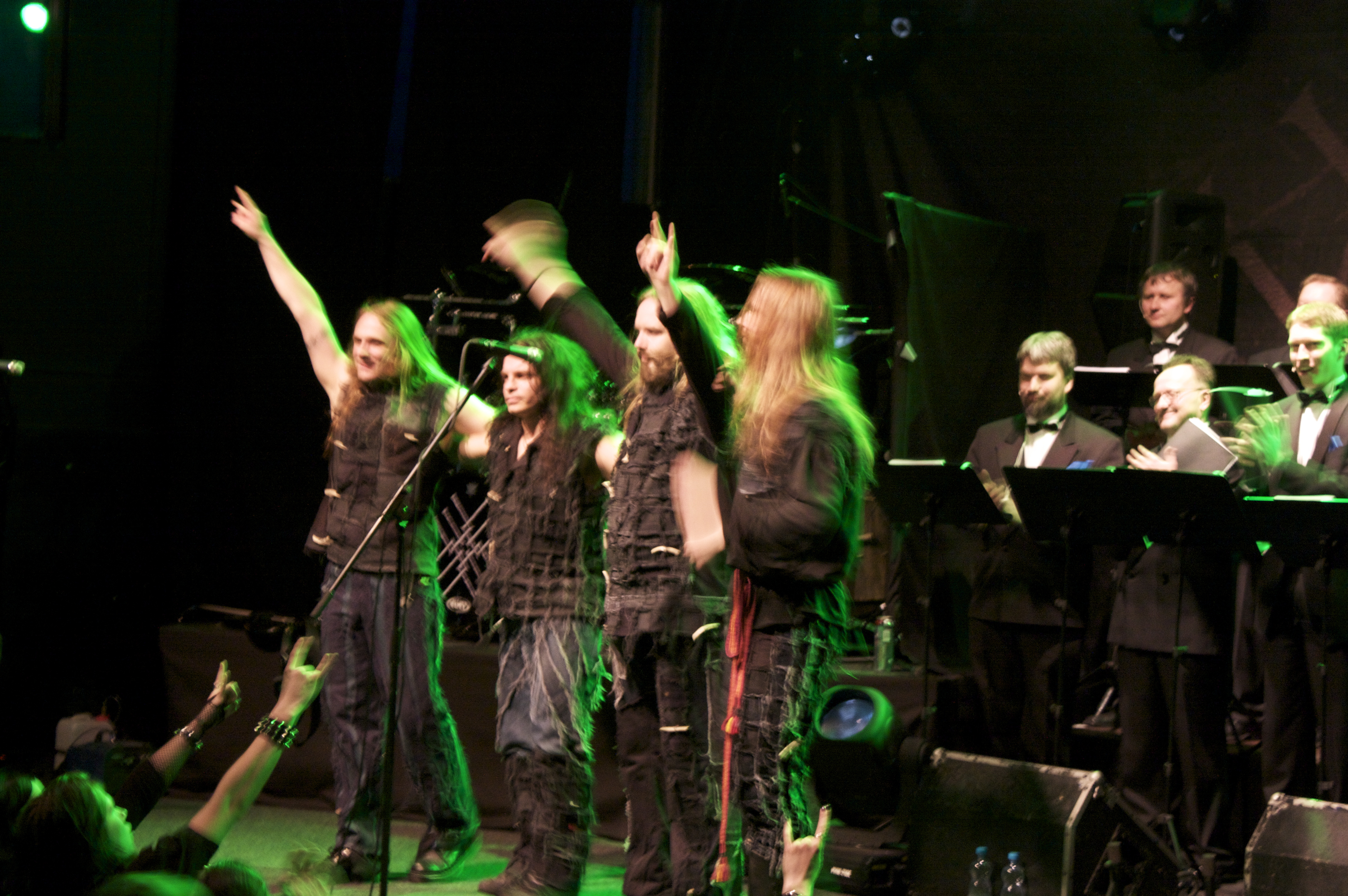
Metsatöll på Rock Café, Tallinn, 2010

Markus "Rabapagan" Teeäär, född 16 mars 1978 är en estnisk sångare och gitarrist. Han grundade bandet Metsatöll 1999 tillsammans med basisten Andrus Tins och trummisen Silver "Faktor" Ratassepp. Markus Teeäär är den enda kvarvarande originalmedlemmen i bandet.
Med Metsatöll har "Rabapagan" spelat in sex fullängdsalbum och ett antal EP, livealbum och split-/samlingsalbum. Senaste albumet Karjajuht gavs ut 2016 på Spinefarm. Han har skrivit musiken och texterna till många av bandets låtar, själv eller tillsammans med andra medlemmar.
Markus Teeäär har även bidragit på två hip hop-skivor, med låten "Ära Pane Kitse" på Alati Olemas (2017) av gruppen Põhja-Tallinn och i låten "Vaba Meest Ei Murra" på albumet Leegion av A-Rühm.

## Diskografi
Demo
- Terast mis hangund me hinge - (1999)

Singlar
- "Hundi loomine" singel - (2002)
- "Ussisõnad"  singel - (2004)
- "Veelind" singel - (2008)
- "Merehunt" singel - (2008)
- "Vaid vaprust" singel - (2010)
- "Küü" singel - (2011)
- "Kivine maa" singel - (2011)
- "Lööme mesti" singel - (2013)
- "Tõrrede kõhtudes" singel - (2014)
- "Külmking" singel - (2014)
- "Vimm" singel - (2016)

Studioalbum
- Hiiekoda - (2004)
- Terast Mis Hangund Me Hinge 10218 - (2005)
- Iivakivi - (2008)
- Äio - (2010)
- Ulg - (2011)
- Karjajuht - (2014)

Split, samarbeten
- Mahtra Sõda Metsatöll/Tsõdsõpujaleelo - (2005)
- ...Suured koerad, väiksed koerad ... Metsatöll/Kukerpillid - (2008)

EP
- "Sutekskäija" EP - (2006)
- "Pummelung" EP - (2015)

Samlingsalbum
- Vana Jutuvestja Laulud - (2016)